# Đồng bằng sông Cửu Long

Vị trí vùng Đồng bằng sông Cửu Long trên bản đồ Việt Nam

Đồng bằng sông Cửu Long, còn được gọi là Tây Nam Bộ hay miền Tây, là vùng cực nam của Việt Nam, một trong hai phần của Nam Bộ.

## Địa lý
Đồng bằng sông Cửu Long là bộ phận của châu thổ sông Mê Kông có diện tích 39.194,6 km². Có vị trí nằm liền kề vùng Đông Nam Bộ về phía Đông Bắc, phía Tây Bắc giáp Campuchia, phía Tây Nam là vịnh Thái Lan, phía Đông Nam là Biển Đông.
Các điểm cực của đồng bằng trên đất liền gồm điểm cực Tây ở phường Mỹ Đức, thành phố Hà Tiên, tỉnh Kiên Giang; cực Đông ở xã Thừa Đức, huyện Bình Đại, tỉnh Bến Tre; cực Bắc ở xã Hưng Điền A, huyện Vĩnh Hưng, tỉnh Long An; cực Nam ở xã Đất Mũi, huyện Ngọc Hiển, tỉnh Cà Mau. Ngoài ra, còn có các đảo xa bờ của Việt Nam như đảo Phú Quốc, quần đảo Thổ Chu, quần đảo Hòn Khoai.
Đồng bằng sông Cửu Long gồm ba tiểu vùng. Vùng cao ở phía tây gồm các tỉnh đầu nguồn sông Cửu Long là Đồng Tháp, An Giang, Cần Thơ, phần phía tây các tỉnh Long An, Tiền Giang, Vĩnh Long, Hậu Giang và phần phía đông Kiên Giang. Đây là vùng thường bị ngập vào mùa mưa bởi nước sông Cửu Long dâng lên. Vùng thấp ở duyên hải phía đông gồm các tỉnh Bến Tre, Trà Vinh, Bạc Liêu, Cà Mau, phần phía đông Long An, Tiền Giang, Vĩnh Long, Hậu Giang và phần ven biển Kiên Giang. Đây là vùng thường bị mặn xâm nhập vào mùa khô.

### Địa mạo địa hình
Tam giác châu thổ sông Mê Kông là đồng bằng bồi tích do hạ lưu sông Mê Kông và 9 đường rẽ của nó chảy vào biển Đông mà hình thành nên, là đồng bằng lớn nhất Việt Nam, diện tích hơn 40.000 km². Chiều cao trung bình so với mực nước biển không đến 2m, nhiều dòng sông và ao đầm. Phần đông dân số làm nông nghiệp, là vùng sản xuất lúa gạo chủ yếu ở Việt Nam, cũng là một trong những khu sản xuất gạo nổi tiếng ở Đông Nam Á. Sông Mê Kông về phía dưới Phnôm Pênh chia thành hai nhánh, ở trong nước Việt Nam gọi là sông Tiền và sông Hậu, hai sông này đem tam giác châu chia thành ba phần, về phía nam sông Hậu là bán đảo Cà Mau, bởi vì ứ tích bùn và cát của sông Mê Kông cho nên bán đảo mỗi năm kéo dài 60 - 80 mét hướng về ven biển phía tây nam. Bãi biển ở phía tây bán đảo đủ dài tạo thành rừng ngập mặn đặc biệt chỉ có ở miền nhiệt đới, bên trong vùng đất có nhiều ruộng lúa nước và rừng rậm nhiệt đới. Ở giữa sông Tiền và sông Hậu là đồng bằng màu mỡ và bằng phẳng, kênh mương dày đặc như mạng nhện. Bộ phận về phía bắc sông Tiền chia ra, phía tây là Đồng Tháp Mười, thực tế là vùng ao đầm, mùa mưa tạo thành một bãi nước rộng lớn bao la, chiều sâu của nước là từ 3m trở xuống, mùa khô cạn nước cũng đến đầu gối, sản xuất nhiều củ sen và lúa nước nổi, phía đông là đồng bằng Đồng Nai.
Vùng đồng bằng sông Cửu Long của Việt Nam được hình thành từ những trầm tích phù sa và bồi dần qua những kỷ nguyên thay đổi mực nước biển; qua từng giai đoạn kéo theo sự hình thành những giồng cát (đất bằng) dọc theo bờ biển. Những hoạt động hỗn hợp của sông và biển đã hình thành những vạt đất phù sa phì nhiêu dọc theo đê ven sông lẫn dọc theo một số giồng cát ven biển và đất phèn trên trầm tích đầm mặn trũng thấp như vùng Đồng Tháp Mười, tứ giác Long Xuyên – Hà Tiên, tây nam sông Hậu (khu vực ngã ba Hậu Giang, Bạc Liêu và Cà Mau) ở bán đảo Cà Mau.
Cách đây khoảng 8.000 năm, vùng ven biển cũ trải rộng dọc theo triền phù sa cổ thuộc trầm tích Pleistocen từ Hà Tiên đến thềm bình nguyên Đông Nam Bộ. Sự hạ thấp của mực nước biển một cách đồng thời với việc lộ ra từng phần vùng đồng bằng vào giai đoạn cuối của thời kỳ trầm tích Pleistocen. Một mẫu than ở tầng mặt đất này được xác định tuổi bằng C14 cho thấy nó có tuổi tuyệt đối là 8.000 năm. Sau thời kỳ băng hà cuối cùng, mực mước biển dâng cao tương đối nhanh chóng vào khoảng 3–4 m trong suốt giai đoạn khoảng 1.000 năm, gây ra sự lắng tụ của các vật liệu trầm tích biển ở những chỗ trũng thấp của châu thổ; tại đây những sinh vật biển như hàu (Ostrea) được tìm thấy và việc xác định tuổi tuyệt đối của chúng bằng C14 cho thấy trầm tích này được hình thành cách đây khoảng 5.680 năm.
Dưới những ảnh hưởng của môi trường biển và nước lợ, thực vật rừng ngập mặn dày đặc đã bao phủ toàn vùng này, chủ yếu là những cây đước (Rhizophora sp.) và mắm (Avicennia sp.). Những thực vật chịu mặn này đã tạo thuận lợi cho việc giữ lại các vật liệu lắng tụ, làm giảm sự xói mòn do nước hoặc gió, và cung cấp sinh khối cho trầm tích châu thổ, và rồi những đầm lầy biển được hình thành. Tại vùng này, cách đây 5.500 năm trước công nguyên, trầm tích lắng tụ theo chiều dọc dưới điều kiện mực nước biển dâng cao đã hình thành những cánh đồng rộng lớn mang vật liệu sét. Sự lắng tụ kéo dài của các vật liệu trầm tích bên dưới những cánh rừng Đước dày đặc đã tích lũy dần để hình thành một địa tầng chứa nhiều vật liệu sinh phèn (pyrit).
Mực nước biển dâng cao, bao phủ cả vùng như thế hầu như hơi không ổn định và bắt đầu có sự giảm xuống cách đây vào khoảng 5.000 năm. Sự hạ thấp mực nước biển dẫn đến việc hình thành một mực nước biển mới, sau mỗi giai đoạn như thế thì có một bờ biển mới được hình thành, và cuối cùng hình thành nên những vạt cồn cát chạy song song với bờ biển hiện tại mà người ta thấy ở vùng đồng bằng sông Cửu Long. Một cồn cát chia cắt vùng Đồng Tháp Mười và vùng trầm tích phù sa được xác định tuổi bằng C14 cho thấy có tuổi tuyệt đối vào khoảng 4.500 năm.
Sự hạ dần của mực nước kèm theo những thay đổi về môi trường trong vùng đầm lầy biển, mà ở đây những thực vật chịu mặn mọc dày đặc (Rhizophora sp., Avicinnia sp.) được thay thế bởi những loài thực vật khác của môi trường nước ngọt như tràm (Melaleuca sp.) và những loài thực thực vật hoang dại khác (Fimbristylis sp.,Cyperus sp.). Sự ổn định của mực nước biển dẫn đến một sự bồi lắng trầm tích ven biển khá nhanh với vật liệu sinh phèn thấp hơn.
Sự tham gia của sông Cửu Long đóng vai trò rất quan trọng trong suốt quá trình hình thành vùng châu thổ. Lượng nước trung bình hàng năm của sông này cung cấp vào khoảng 4.000 tỷ m³ nước và vào khoảng 100 triệu tấn vật liệu phù sa, những mảnh vỡ bị bào mòn từ lưu vực sông, mặc dù một phần có thể dừng lại tạm thời dọc theo hướng chảy, cuối cùng được mang đến cửa sông và được lắng tụ như một châu thổ. Những vật liệu sông được lắng tụ dọc theo sông để hình thành những đê tự nhiên có chiều cao 3–4 m, và một phần của những vật liệu phù sa phủ lên trên những trầm tích pyrit thời kỳ Holocen với sự biến thiên khá rộng về độ dày tầng đất vùng và không gian vùng. Các con sông nằm được chia cắt với trầm tích đê phù sa nhưng những vùng rộng lớn mang vật liệu trầm tích biển chứa phèn tiềm tàng vẫn còn lộ ra trong vùng đầm lầy biển. Tuy nhiên, độ chua tiềm tàng không xuất hiện trong vùng phụ cận của những nhánh sông gần cửa sông mà tại đây ảnh hưởng rửa bởi thủy triều khá mạnh. Ngược lại, vùng châu thổ sông Sài Gòn, nằm kế bên hạ lưu châu thổ sông Mekong, được biểu thị bởi một tốc độ bồi lắng ven biển khá chậm do lượng vật liệu phù du trong nước sông khá thấp và châu thổ này bị chia cắt bởi nhiều nhánh sông thủy triều và do bởi những vành đai thực vật chịu mặn thì rộng lớn hơn vành đai này ở vùng châu thổ sông Mekong, và kết quả là trầm tích của chúng chứa nhiều axít tiềm tàng.

### Khí hậu
Lưu vực tam giác châu sông Mê Kông ở vào trung tâm miền gió mùa nhiệt đới của châu Á, từ tháng 5 đến cuối tháng 9 bị ảnh hưởng của gió mùa Tây Nam đến từ biển cả, ẩm ướt nhiều mưa, từ tháng 5 đến tháng 10 là mùa mưa; từ tháng 11 đến trung tuần tháng 3 năm liền sau bị ảnh hưởng gió mùa Đông Bắc đến từ đất liền, khô khan ít mưa, từ tháng 11 đến tháng 4 là mùa khô, từ tháng 9 đến tháng 3 năm liền sau có thủy triều sáng và tối.
Mưa dông có cường độ rất lớn, thời gian xảy ra khá ngắn, phạm vi ảnh hưởng khá nhỏ đều rất thường xuyên trong suốt mùa mưa; mưa xuống có thời gian xảy ra khá dài, phạm vi rất lớn thường xuyên nhất vào tháng 9, có thể dẫn đến nước lũ dâng lên tràn ngập một cách nghiêm trọng, nhưng mà sự ảnh hưởng của nó phần nhiều chỉ giới hạn ở khu vực tam giác châu và vùng đất phía tây lưu vực, đôi khi xuyên qua đất liền khiến phạm vi lớn hơn bị mưa lớn đánh bất ngờ trong khoảng thời gian dài. Bởi vì mùa tiết của mưa phân bố không đồng đều, các nơi ở lưu vực mỗi năm đều phải trải qua một đợt hạn hán có cường độ và thời gian xảy ra khác nhau.

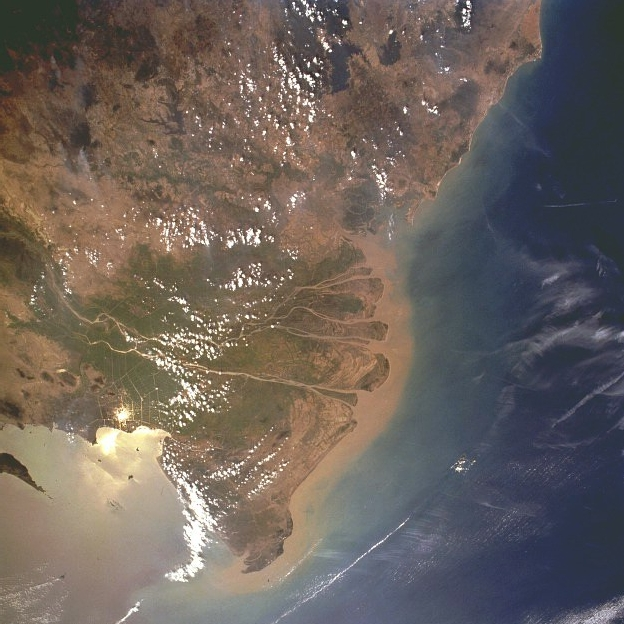
Đồng bằng sông Cửu Long nhìn từ không gian, tháng 2 năm 1996

Đây là vùng có khí hậu cận xích đạo nên thuận lợi phát triển ngành nông nghiệp (mưa nhiều, nắng nóng) đặc biệt là phát triển trồng lúa nước và cây lương thực.

### Thủy văn
Tam giác châu sông Mê Kông có lượng nước chảy vào biển trung bình nhiều năm là 475 tỉ mét khối. Trữ lượng lí thuyết thủy năng ở lưu vực sông Mê Kông là 58 triệu kilowatt, thủy năng được khai phát ước tính là 37 triệu kilowatt, lượng phát điện hằng năm là 180 tỉ kilowatt giờ, trong đó 33% ở Campuchia và 51% ở Lào. Thủy năng chưa khai phát không đến 1%.
Dòng chảy ở lưu vực tam giác châu sông Mê Kông đến từ mưa, bởi vì ảnh hưởng gió mùa không thay đổi hằng năm, cho nên đường tiến trình mức nước chủ yếu từ một năm thủy văn trước đến một năm thủy văn sau hầu như không thay đổi, chênh lệch giữa mức nước cao và mức nước thấp không lớn. Nếu quy định lưu lượng mức nước cao hằng năm là trên 110% lưu lượng trung bình nhiều năm, lưu lượng mức nước thấp hằng năm là dưới 90% lưu lượng trung bình nhiều năm, như vậy xác suất xuất hiện năm nước cao, năm nước bằng, năm nước thấp khoảng chừng là 25%, 50%, 25% đo ở trạm Viêng Chăn, Lào, là 20%, 60%, 20% đo ở trạm Kratié, Campuchia.

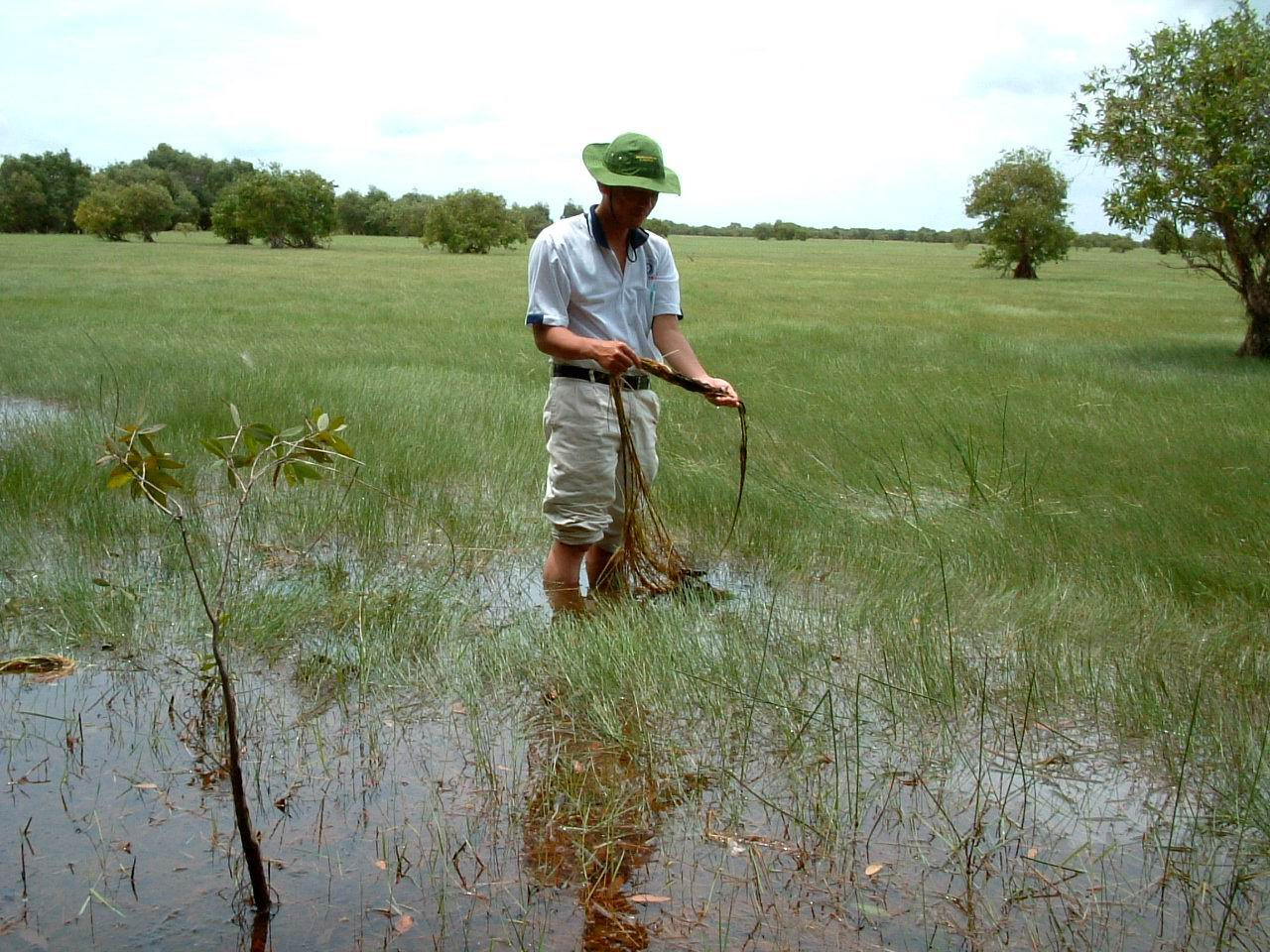
Đồng cỏ ở Đồng Tháp Mười

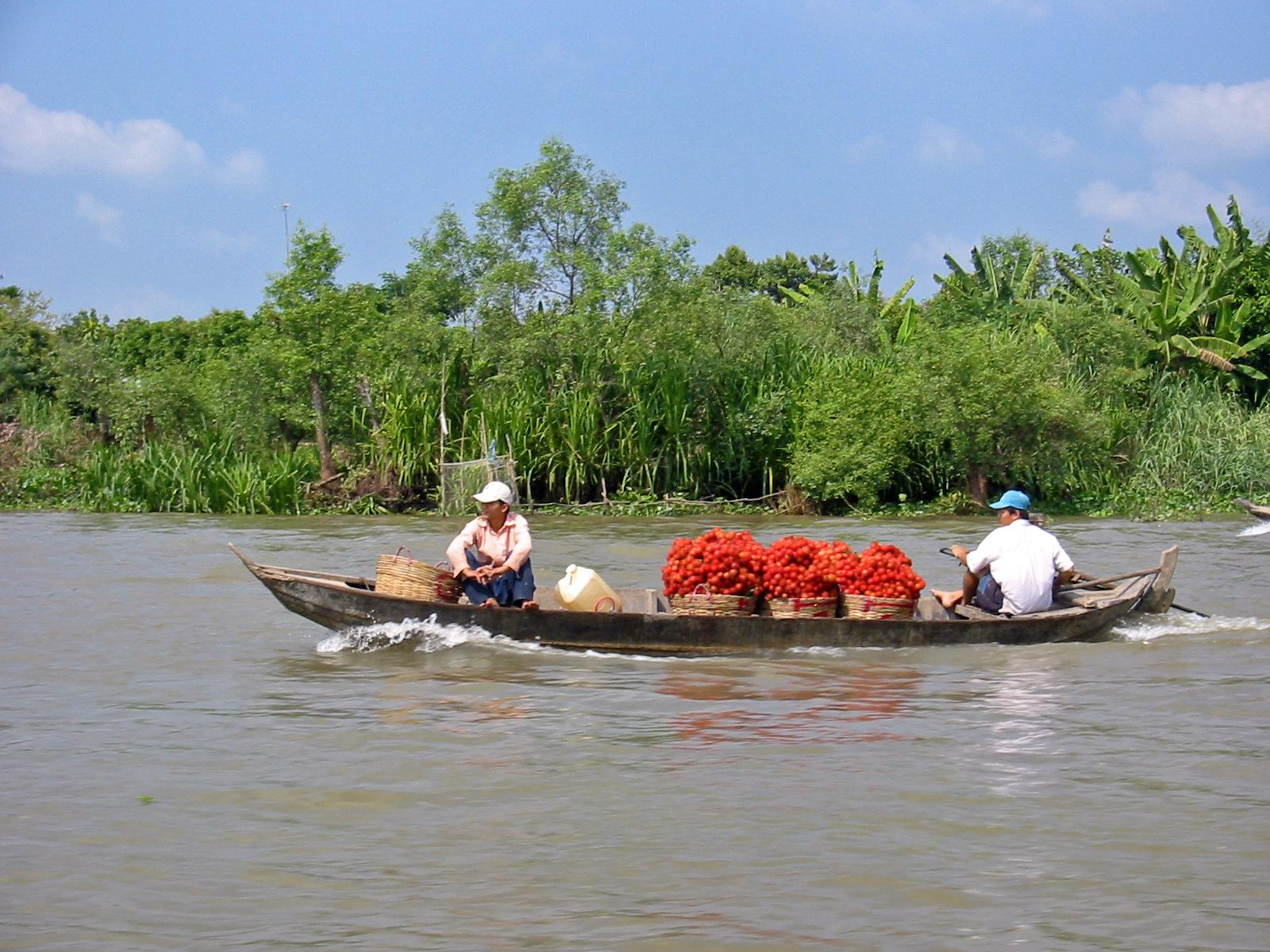
Ghe chở chôm chôm trên sông Cửu Long.

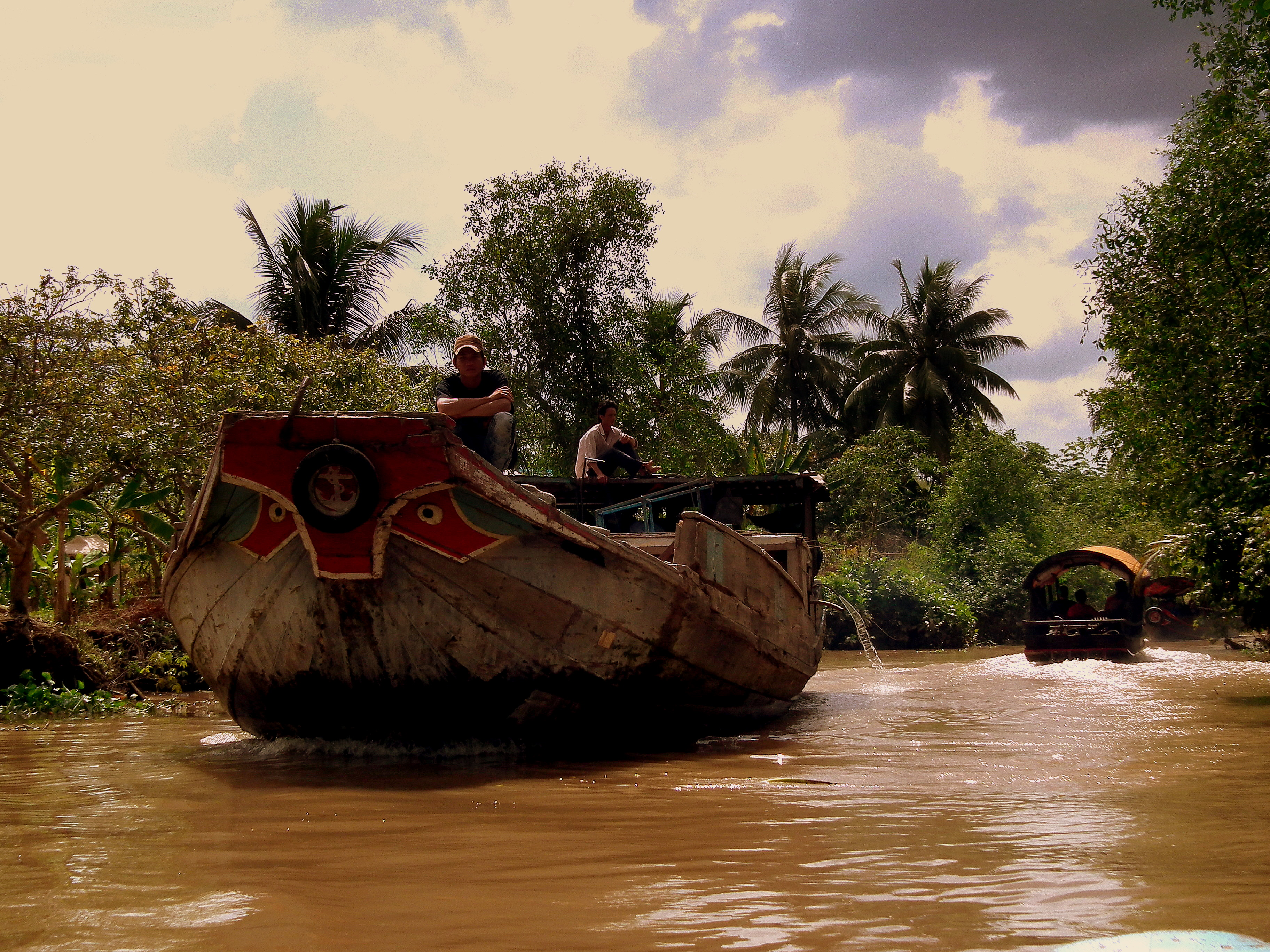
Thuyền ghe ở Đồng bằng
châu thổ sông Cửu Long

Về phía tây, Đồng bằng sông Cửu Long được giới hạn bởi sông Châu Đốc và kênh Vĩnh Tế một dòng kênh nhân tạo chảy dọc theo biên giới Việt Nam-Campuchia, nhận nước sông Hậu Giang qua sông Châu Đốc tại Thành phố Châu Đốc đổ nước ra Vịnh Thái Lan, giới hạn một vùng đất thấp ngập nước theo mùa gọi là Tứ giác Long Xuyên.
Ở khu vực giữa hai dòng sông Hậu và sông Tiền, Đồng bằng sông Cửu Long được giới hạn đầu nguồn bởi các dòng kênh nối ngang tại 2 huyện thị đầu nguồn Tân Châu và An Phú của tỉnh An Giang như kênh Vĩnh An...
Về phía đông bắc và đông, Đồng bằng sông Cửu Long được giới hạn bằng hàng loạt các dòng sông kênh rạch liên thông với nhau, chảy dọc theo biên giới Việt Nam-Campuchia, (giới hạn vùng đất trũng khác ngập nước theo mùa là vùng Đồng Tháp Mười), và đều là phân lưu của sông Mekong: hoặc trực tiếp của dòng chính sông Tiền Giang, hay nhận nước gián tiếp qua một phân lưu chính của Mekong là Preak Banam đổ ra biển Đông qua sông Vàm Cỏ Tây (sông Vàm Cỏ) và các cửa của sông Cửu Long. Giới hạn phía đông bắvdPreak Trabeak và Cái Cỏ, thượng nguồn của sông Vàm Cỏ Tây), sông Vàm Cỏ Tây (nhận nước sông Mekong qua rạch Long Khốt và các kênh rạch nối thông với sông Tiền Giang), sông Vàm Cỏ (nhận nước sông Mekong qua sông Vàm Cỏ Tây và các kênh rạch nối thông với sông Tiền Giang), và cuối cùng là sông Soài Rạp (nhận nước sông Mekong qua sông Vàm Cỏ). Các sông Vàm Cỏ Tây, Vàm Cỏ, Soài Rạp mặc dù thuộc hệ thống sông Sài Gòn-Đồng Nai, là hệ thống sông thuộc địa bàn Miền Đông Nam Bộ, nhưng chúng là những dòng sông cuối cùng nhận nước từ sông Mekong về phía đông, đồng thời một trong số chúng (sông Soài Rạp) là ranh giới tự nhiên của 2 tỉnh phía đông Đồng bằng sông Cửu Long là Long An và Tiền Giang với tỉnh thành phía tây của miền Đông Nam Bộ là Thành phố Hồ Chí Minh, nên lưu vực các sông rạch này (chính là địa bàn tỉnh Long An) cũng là địa bàn ranh giới tận cùng phía đông của Đồng bằng sông Cửu Long với Miền Đồng Nam Bộ.

### Biến đổi khí hậu và thiên tai
Theo công bố của Bộ Tài nguyên và Môi trường (Việt Nam), khoảng 40% vùng đồng bằng sông Cửu Long có thể bị ngập trong nước biển do biến đổi khí hậu. Bên cạnh đó do ảnh hưởng của hiện tượng El Niño, nhiều vùng ven biển của Đồng bằng sông Cửu Long gặp tình trạng hạn hán và nước mặn xâm nhập sâu vào nội địa. Mặt khác trong khi nước biển dâng lên, thì "tình trạng khai thác nước ngầm quá mức là một trong những nguyên nhân gây sụt lún đất ở khu vực TP.HCM và vùng đồng bằng sông Cửu Long". Những đề xuất về "bơm bù nước ngầm" để giảm sụt lún thì không được quan tâm thực hiện.
Ngoài ra tác động ở thượng nguồn như nạn phá rừng và một loạt các đập nước đang đưa vào kế hoạch ở Hoa lục, Lào, và Campuchia đã giảm thiểu lượng phù sa bồi đắp ở các cửa sông, khiến vùng ven biển bị ngập dần. So với năm 1990 khi sông Cửu Long đưa 160 triệu tấn phù sa ra biển thì số lượng vào năm 2015 chỉ còn 75 triệu tấn, giảm hơn phân nửa. Lượng phù sa dù ra đến gần biển cũng bị trút bớt vì con người dùng sỏi cát vào các công trình xây cất, gây thiệt hại trầm trọng đến viễn cảnh sống còn của vùng đồng bằng.
Theo nghiên cứu của Trường Đại học Cần Thơ, biến đổi khí hậu và hiện tượng ấm lên toàn cầu sẽ làm mực nước biển dâng lên. Nếu dâng 1m thì 20% đồng bằng châu thổ sẽ bị đe dọa. Dâng 2m diện tích đồng bằng sông Cửu Long sẽ bị xóa còn phân nửa, ảnh hưởng trầm trọng đến đời sống 15 triệu dân. Theo nghiên cứu của 19 nhà khoa học đăng trên tạp chí Science thì nếu tiếp tục phát triển với cách thức như hiện tại, vùng này sẽ bị nhấn chìm đến 90% diện tích vào năm 2100.
Năm 2016, Đồng bằng sông Cửu Long hứng chịu đợt hạn hán và xâm nhập mặn nặng nề nhất trong vòng 100 năm, gây thiệt hại hơn 160.000 ha lúa, tương đương 800.000 tấn lúa bị mất trắng, với mỗi gia đình có diện tích sản xuất khoảng 0,5 ha thì xâm nhập mặn đã làm khoảng 300.000 hộ gia đình (khoảng 1,5 triệu người) trong những tháng qua không có thu nhập. Các tỉnh bị thiệt hại nặng nhất là Kiên Giang (hơn 54.000 ha), Cà Mau (gần 50.000 ha), Bến Tre (gần 14.000 ha), Bạc Liêu (gần 12.000 ha)... Bộ Nông nghiệp và Phát triển Nông thôn đã phải công bố tình trạng thiên tai đặc biệt nghiêm trọng. Theo Thứ trưởng Bộ Tài nguyên và Môi trường Trần Hồng Hà, ngoài những nguyên nhân như mùa mưa năm 2015 đến muộn và kết thúc sớm, nguyên nhân chính là các vấn đề ở thượng nguồn dòng chảy. Theo Bộ Tài nguyên và Môi trường, các hồ chứa trên dòng chính ở phía Trung Quốc có dung tích khoảng 23 tỉ m³, các hồ chứa trên những sông nhánh khoảng 20 tỉ m³. Tổng dung tích này tác động rất lớn đến việc điều tiết nước và lưu lượng dòng chảy về phía hạ lưu. Trong dịp Tết Nguyên đán ở Trung Quốc, nhu cầu năng lượng giảm nên họ tích nước, do vậy vào thời điểm này lượng nước giảm đáng kể, sau đó dòng chảy tăng lên (khi các hồ xả nước để chạy thủy điện). "Tôi khẳng định đây là nguyên nhân cơ bản" - ông Hà nói.

## Hành chính
- Mục diện tích và dân số ghi theo số liệu của Tổng cục Thống kê Việt Nam.

| STT       | Tên       | Trung tâm hành chính | Diện tích (km²) | Xếp hạng | Dân số (người) | Mật độ (người/km²) | Hành chính | Hành chính | Hành chính | Biển số xe | Mã vùng ĐT |
| STT       | Tên       | Trung tâm hành chính | Diện tích (km²) | Xếp hạng | Dân số (người) | Mật độ (người/km²) | Phường     | Xã         | Đặc khu    | Biển số xe | Mã vùng ĐT |
| --------- | --------- | -------------------- | --------------- | -------- | -------------- | ------------------ | ---------- | ---------- | ---------- | ---------- | ---------- |
| 1         | Cần Thơ   | Ninh Kiều            | 6.360,83        | 3        | 4.199.824      |                    | 31         | 72         |            | 65, 83, 95 | 292        |
| 2         | An Giang  | Rạch Giá             | 9.888,91        | 1        | 4.952.238      |                    | 14         | 85         | 3          | 67, 68     | 296        |
| 3         | Cà Mau    | Tân Thành            | 7.942,31        | 2        | 2.606.672      |                    | 9          | 55         |            | 69, 94     | 290        |
| 4         | Đồng Tháp | Mỹ Tho               | 5.938,64        | 5        | 4.370.046      |                    | 20         | 82         |            | 63, 66     | 277        |
| 5         | Vĩnh Long | Long Châu            | 6.296,2         | 4        | 4.257.581      |                    | 19         | 105        |            | 64, 71, 84 | 270        |
| Toàn vùng | Toàn vùng | Toàn vùng            |                 |          |                | 93                 | 399        | 3          |            |            |            |

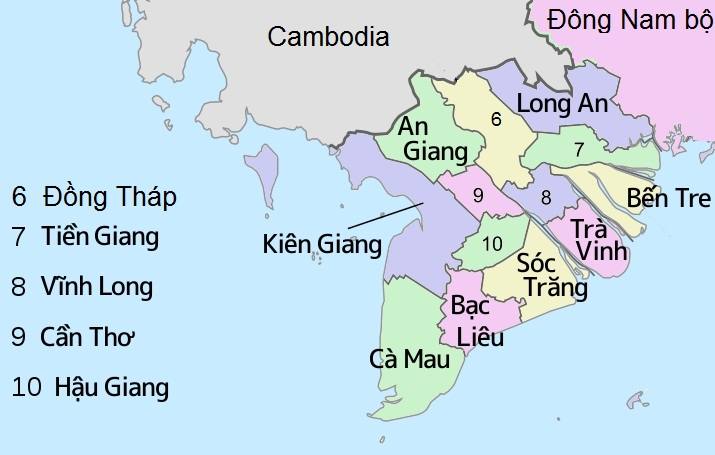
Bản đồ khu vực Đồng bằng sông Cửu Long (Tây Nam Bộ)

Hiện tại, khu vực Đồng bằng sông Cửu Long có diện tích tự nhiên là 39.194,6 km2, chiếm 11,8% tổng diện tích cả nước và dân số là 17.300.947 người, chiếm 17,6% tổng dân số cả nước, bình quân 441 người/km2.
Tính đến ngày 1 tháng 2 năm 2025, Đồng bằng sông Cửu Long được chia thành 134 đơn vị hành chính cấp huyện, gồm 5 quận, 18 thành phố, 11 thị xã và 100 huyện, chiếm 19,20% tổng đơn vị hành chính cấp huyện cả nước và 1.570 đơn vị hành chính cấp xã, gồm 209 phường, 128 thị trấn và 1.233 xã, chiếm 15,62% đơn vị hành chính cấp xã cả nước.
Đơn vị hành chính cấp huyện lớn nhất của vùng là huyện Hòn Đất, tỉnh Kiên Giang (1.039,6 km2), nhỏ nhất là huyện Kiên Hải, tỉnh Kiên Giang (24,6 km2), đông dân nhất là huyện Đức Hoà, tỉnh Long An (315.711 người), ít dân nhất là huyện Kiên Hải, tỉnh Kiên Giang (17.588 người), mật độ dân số cao nhất là quận Ninh Kiều, thành phố Cần Thơ (9.606 người/km2), mật độ dân số thấp nhất là huyện Giang Thành, tỉnh Kiên Giang (71 người/km2).
Hiện nay, các thị xã vốn là tỉnh lỵ của các tỉnh vùng đồng bằng sông Cửu Long trước đây đều đã trở thành thành phố trực thuộc tỉnh (ngoại trừ thành phố Cần Thơ trực thuộc trung ương từ đầu năm 2004). Trong đó, tỉnh Đồng Tháp có ba thành phố là Cao Lãnh, Hồng Ngự và Sa Đéc, tỉnh Kiên Giang có ba thành phố là Rạch Giá, Hà Tiên và Phú Quốc, tỉnh An Giang có hai thành phố là Long Xuyên và Châu Đốc, tỉnh Hậu Giang có hai thành phố là Vị Thanh và Ngã Bảy, tỉnh Tiền Giang có hai thành phố là Mỹ Tho và Gò Công. Các tỉnh còn lại có một thành phố trực thuộc.
Trong suốt thời kỳ từ đầu năm 1976 cho đến năm 1999, toàn vùng đồng bằng sông Cửu Long chỉ có hai thành phố (lúc bấy giờ đều là thành phố trực thuộc tỉnh) là Cần Thơ và Mỹ Tho. Từ năm 1999 đến nay, lần lượt các thị xã được nâng cấp trở thành các thành phố trực thuộc tỉnh.
Các thành phố lập trước năm 1975:
- Thành phố Mỹ Tho: lập ngày 24 tháng 8 năm 1967 theo Quyết định của Trung ương Cục miền Nam
- Thành phố Cần Thơ: lập vào tháng 8 năm 1972 theo Quyết định của chính quyền Cộng hòa miền Nam Việt Nam

Các thành phố lập từ sau năm 1975 đến nay:
- Thành phố Long Xuyên: lập ngày 01 tháng 3 năm 1999 theo Nghị định số 09/1999/NĐ-CP[17]
- Thành phố Cà Mau: lập ngày 14 tháng 4 năm 1999 theo Nghị định số 21/1999/NĐ-CP[18]
- Thành phố Rạch Giá: lập ngày 26 tháng 7 năm 2005 theo Nghị định số 97/2005/NĐ-CP[19]
- Thành phố Cao Lãnh: lập ngày 16 tháng 1 năm 2007 theo Nghị định số 10/2007/NĐ-CP[20]
- Thành phố Sóc Trăng: lập ngày 08 tháng 2 năm 2007 theo Nghị định số 22/2007/NĐ-CP[21]
- Thành phố Vĩnh Long: lập ngày 10 tháng 4 năm 2009 theo Nghị định số 16/NĐ-CP
- Thành phố Bến Tre: lập ngày 11 tháng 8 năm 2009 theo Nghị định số 34/NQ-CP[22]
- Thành phố Tân An: lập ngày 24 tháng 8 năm 2009 theo Nghị định số 38/NQ-CP[23]
- Thành phố Trà Vinh: lập ngày 04 tháng 3 năm 2010 theo Nghị định số 11/NQ-CP[24]
- Thành phố Bạc Liêu: lập ngày 27 tháng 8 năm 2010 theo Nghị định số 32/NQ-CP[25]
- Thành phố Vị Thanh: lập ngày 23 tháng 9 năm 2010 theo Nghị định số 34/NQ-CP[26]
- Thành phố Châu Đốc: lập ngày 19 tháng 7 năm 2013 theo Nghị định số 86/NQ-CP[27]
- Thành phố Sa Đéc: lập ngày 14 tháng 10 năm 2013 theo Nghị định số 113/NQ-CP[28]
- Thành phố Hà Tiên: lập ngày 1 tháng 11 năm 2018 theo Nghị quyết số 573/NQ-UBTVQH14[29]
- Thành phố Ngã Bảy: lập ngày 1 tháng 2 năm 2020 theo nghị quyết số 869/NQ-UBTVQH14[30]
- Thành phố Hồng Ngự: lập ngày 1 tháng 11 năm 2020 theo Nghị quyết số 1003/NQ-UBTVQH14[31]
- Thành phố Phú Quốc: lập ngày 1 tháng 1 năm 2021 theo Nghị quyết số 1109/NQ-UBTVQH14
- Thành phố Gò Công: lập ngày 1 tháng 5 năm 2024 theo Nghị quyết số 1013/NQ-UBTVQH15[32].

### Xếp loại đô thị
Tính đến ngày 21 tháng 1 năm 2025, vùng Đồng bằng sông Cửu Long có:
- 1 thành phố đô thị loại I trực thuộc trung ương: Cần Thơ.
- 4 thành phố đô thị loại I trực thuộc tỉnh:
  - Mỹ Tho (Tiền Giang)
  - Long Xuyên (An Giang)
  - Rạch Giá, Phú Quốc (Kiên Giang).
- 11 thành phố đô thị loại II trực thuộc tỉnh:
  - Tân An (Long An)
  - Bến Tre (Bến Tre)
  - Trà Vinh (Trà Vinh)
  - Vĩnh Long (Vĩnh Long)
  - Sa Đéc (Đồng Tháp)
  - Cao Lãnh (Đồng Tháp)
  - Châu Đốc (An Giang)
  - Vị Thanh (Hậu Giang)
  - Sóc Trăng (Sóc Trăng)
  - Bạc Liêu (Bạc Liêu)
  - Cà Mau (Cà Mau).
- 9 đô thị loại III, gồm 4 thành phố trực thuộc tỉnh: Hà Tiên, Ngã Bảy, Hồng Ngự, Gò Công và 5 thị xã: Long Mỹ, Tân Châu, Cai Lậy, Bình Minh, Kiến Tường.
- 26 đô thị loại IV, gồm 5 thị xã: Vĩnh Châu, Ngã Năm, Giá Rai, Duyên Hải, Tịnh Biên; 20 thị trấn: Mỹ An, Lấp Vò, Mỹ Thọ, Núi Sập, Phú Mỹ, Chợ Mới, Ba Tri, Bình Đại, Năm Căn, Sông Đốc, Kiên Lương, Bến Lức, Hậu Nghĩa, Đức Hòa, Cần Đước, Cần Giuộc, Mỏ Cày, An Châu, Cái Dầu, Tri Tôn và 1 huyện: Tiểu Cần.

Khu vực Đồng bằng sông Cửu Long có 1 thành phố trực thuộc trung ương là Cần Thơ và 12 tỉnh: Long An, Tiền Giang, Bến Tre, Vĩnh Long, Trà Vinh, Hậu Giang, Sóc Trăng, Đồng Tháp, An Giang, Kiên Giang, Bạc Liêu và Cà Mau.
Ngày 12 tháng 6 năm 2025, Quốc hội ban hành Nghị quyết số 202/2025/QH15 về việc sắp xếp đơn vị hành chính cấp tỉnh (nghị quyết có hiệu lực từ ngày 12 tháng 6 năm 2025). Theo đó:
- Sáp nhập tỉnh Hậu Giang và tỉnh Sóc Trăng vào thành phố Cần Thơ.
- Sáp nhập tỉnh Kiên Giang vào tỉnh An Giang.
- Sáp nhập tỉnh Bạc Liêu vào tỉnh Cà Mau.
- Sáp nhập tỉnh Tiền Giang vào tỉnh Đồng Tháp.
- Sáp nhập tỉnh Long An vào tỉnh Tây Ninh.
- Sáp nhập tỉnh Bến Tre và tỉnh Trà Vinh vào tỉnh Vĩnh Long.

## Dân cư
Dân cư ở vùng Đồng bằng sông Cửu Long đa số là người Kinh, vốn là hậu duệ của những người dân khai phá đất Đàng Trong từ thế kỷ 17 - đầu thế kỷ 18, vào thời các chúa Nguyễn. Khu vực này trước đây từng là một phần của Đế quốc Khmer, do đó là vùng tập trung người Khmer nhiều nhất bên ngoài nước Campuchia.
Người Khmer sống chủ yếu ở Trà Vinh, Sóc Trăng và người Chăm theo đạo Hồi sống ở Tân Châu, An Giang. Người Hoa sống ở Sóc Trăng 64.910 người, tỉnh Kiên Giang 29.850 người, tỉnh Bạc Liêu 20.082 người (2009). Dân số vùng Đồng bằng sông Cửu Long là 17,33 triệu người vào năm 2011.
Dân số vùng Đồng bằng sông Cửu Long tăng chậm trong những năm gần đây, chủ yếu do di cư đi nơi khác. Dân số vùng tăng 471.600 người từ năm 2005 đến 2011, trong khi đó 166.400 người di cư chỉ trong năm 2011. Tương tự như vùng duyên hải miền Trung, đây là một trong những nơi tăng dân số chậm nhất nước. Tỷ lệ tăng dân số trong khoảng 0,3% đến 0,5% từ năm 2008 đến 2011, trong khi đó tỷ lệ tăng dân số vùng Đông Nam Bộ lân cận là 2%. Tỷ lệ tăng dân số cơ học trong vùng là âm trong những năm này. Tỷ lệ sinh của vùng cũng khá thấp, ở mức 1,8 trẻ em trên mỗi người phụ nữ vào năm 2010 và 2011, giảm từ 2,0 năm 2005.
Đồng bằng sông Cửu Long có tổng diện tích 40.577,6 km² và có tổng dân số là 17.744.947 người (2022). Vùng chiếm 12,8% diện tích cả nước nhưng có 17,9% dân số cả nước).

## Kinh tế
Đồng bằng sông Cửu Long có tốc độ tăng trưởng kinh tế cao hơn cả nước (năm 2017 tăng 8,8% trong khi cả nước tăng 7,6%). Chỉ riêng lúa đã chiếm 54% diện tích và 58% sản lượng lúa cả nước; xuất khẩu gạo từ toàn vùng chiếm tới 93% sản lượng. Chưa kể thủy sản chiếm 77% diện tích, 40% sản lượng và 60% xuất khẩu cả nước... Tuy nhiên, Đồng bằng sông Cửu Long có thu nhập bình quân đầu người thấp hơn mức trung bình của cả nước với mức 60 triệu đồng/người/năm (cả nước là 74 triệu đồng/người/năm).

### Tài nguyên
Đồng bằng sông Cửu Long không giàu khoáng sản. Khoáng sản chủ yếu là than bùn và đá vôi. Ngoài ra đồng bằng còn có các khoáng sản vật liệu xây dựng như sét gạch ngói, cát sỏi...
Tài nguyên rừng cũng giữ những vai trò quan trọng, đặc biệt là hệ thống rừng ngập mặn ven biển lớn nhất Việt Nam, trong đó hệ thống rừng ngập mặn Mũi Cà Mau được công nhận là khu dự trữ sinh quyển thế giới, bên cạnh đó là những cánh rừng tràm ở U Minh (Cà Mau), Đồng Tháp với một hệ thống sinh học vô cùng đa dạng.

### Nông nghiệp

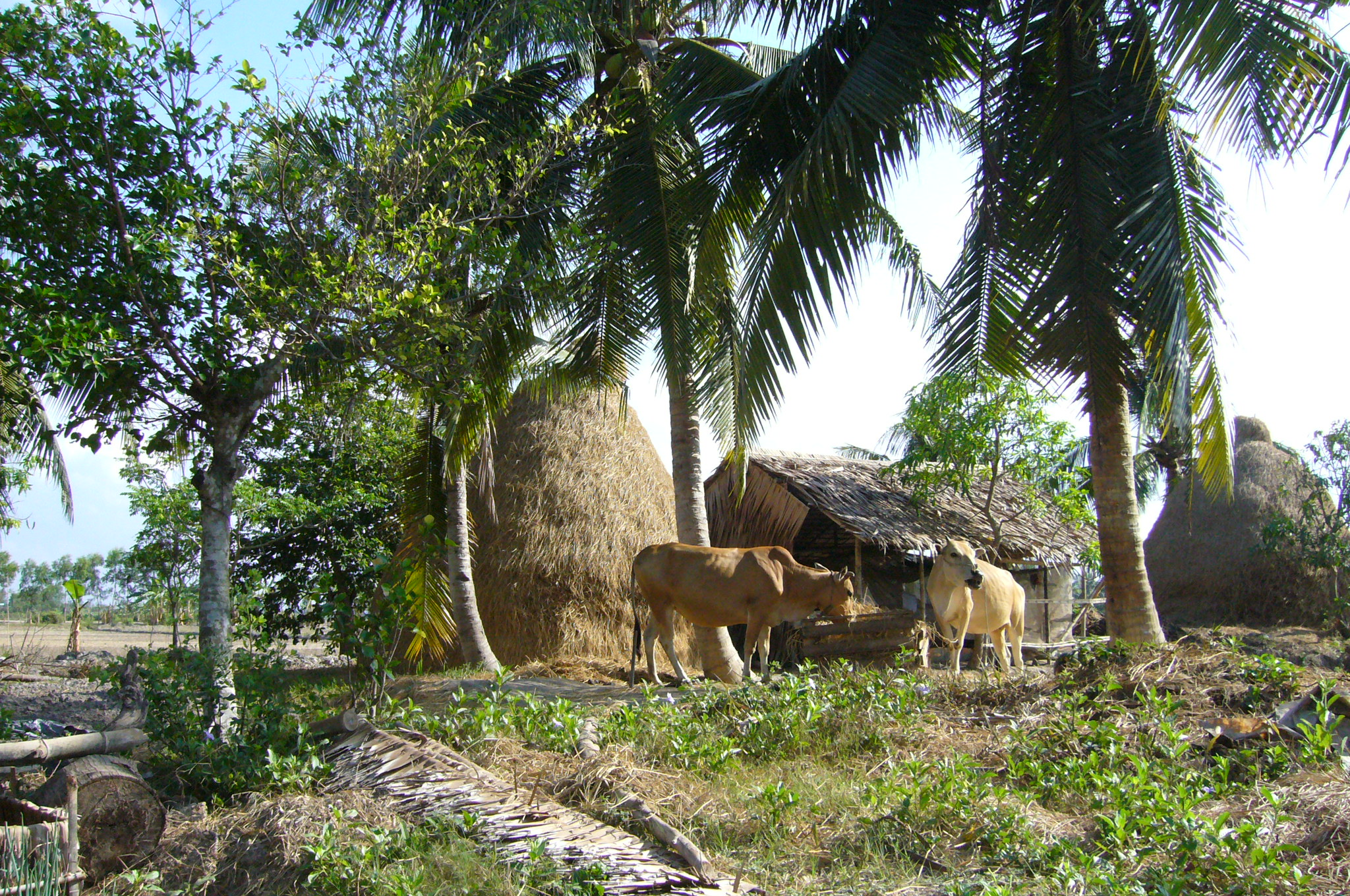
Phong cảnh làng quê tại vùng đồng bằng sông Cửu Long với mái nhà rơm làm chuồng bò.

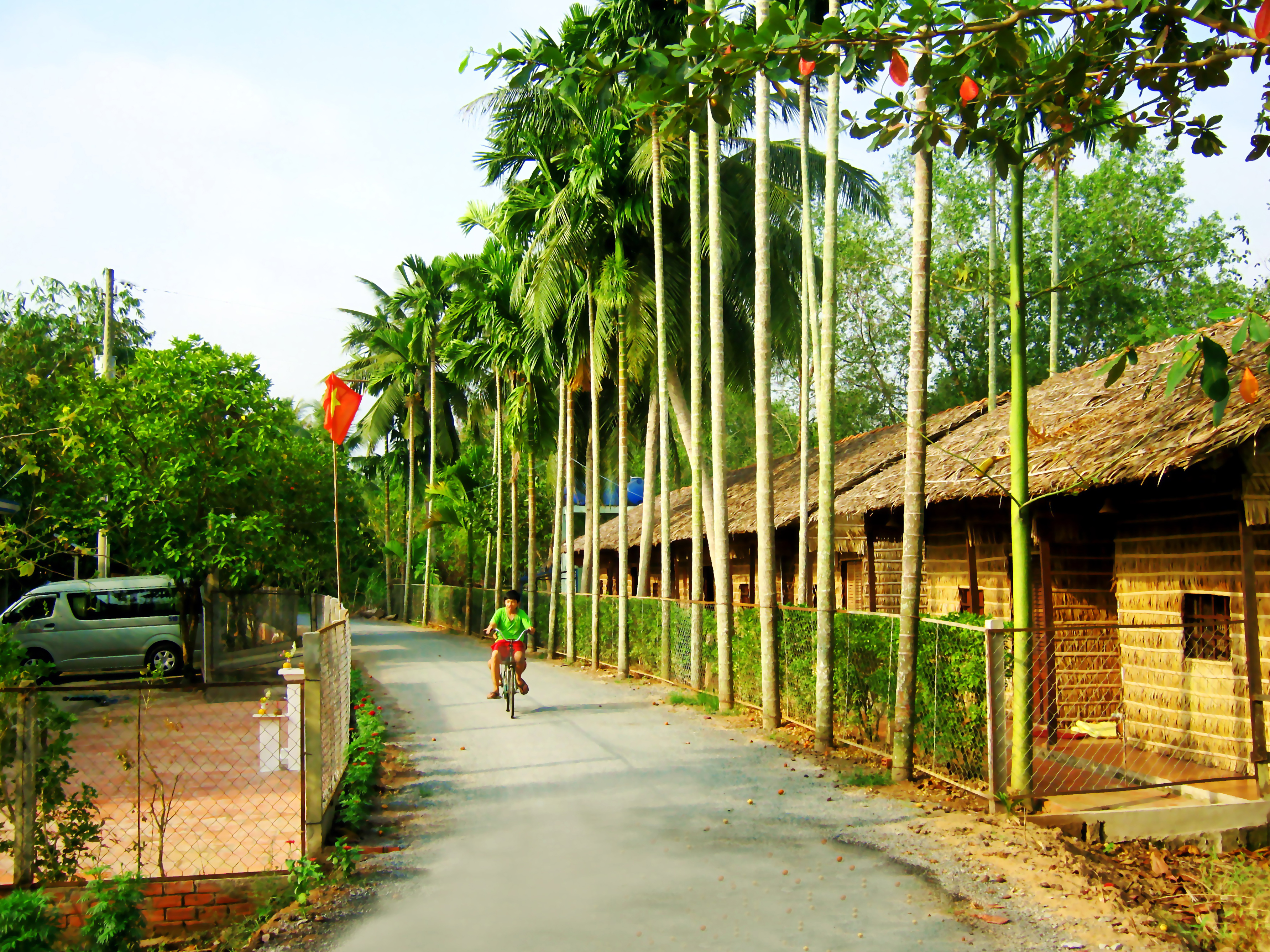
Cau được trồng bên đường ở phường Thường Thạnh, thuộc quận Cái Răng, thành phố Cần Thơ

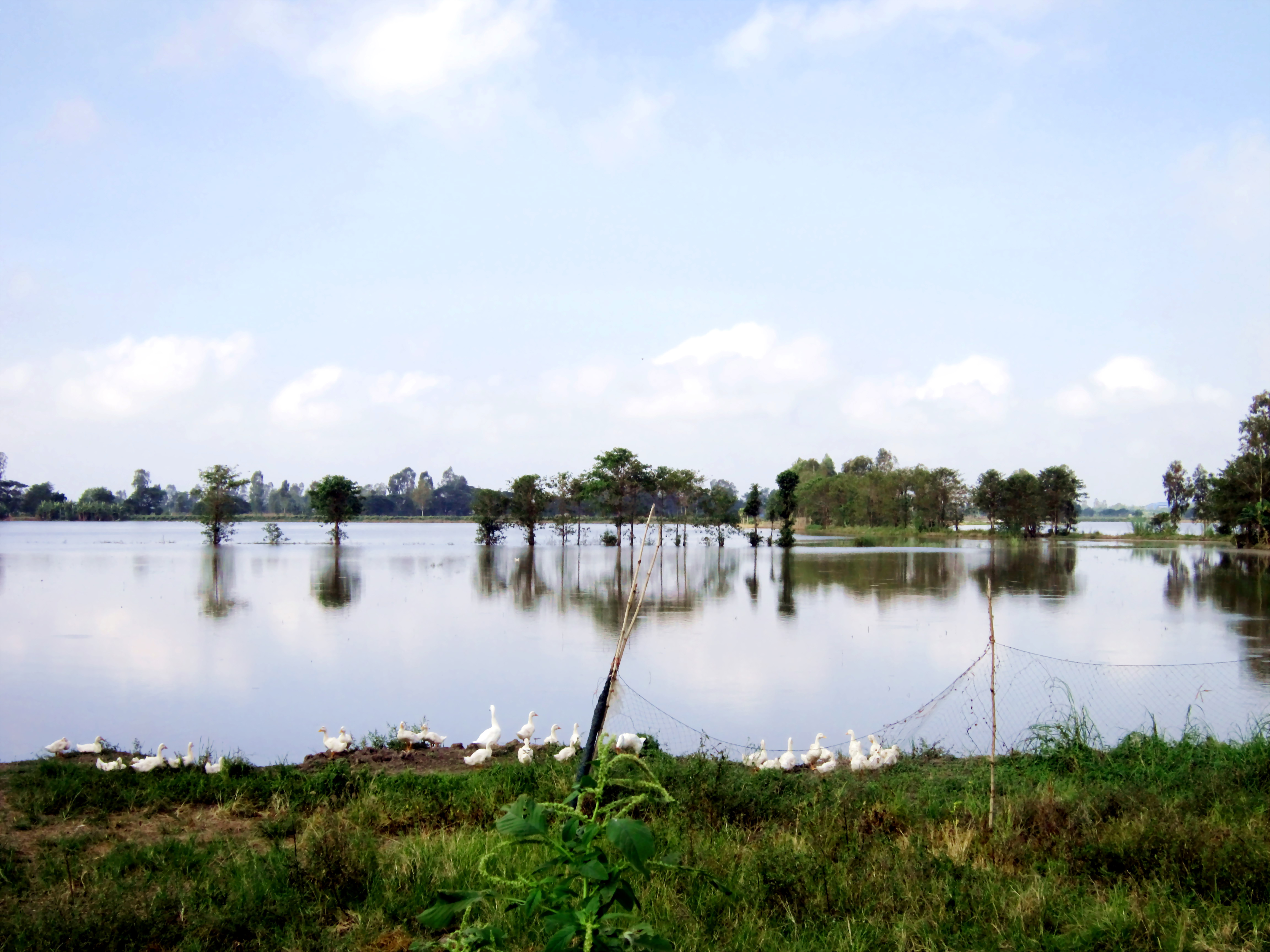
Một cánh đồng ở xã Phú Thuận (Thoại Sơn, An Giang, Việt Nam) vào mùa nước nổi.

Triển khai nghị quyết 120, Bộ Nông nghiệp và Phát triển nông thôn đã phân định đồng bằng sông Cửu Long thành ba vùng sản xuất:
Vùng thượng: Trồng lúa, rau màu, nuôi trồng thủy sản nước ngọt.
Vùng giữa: Trồng cây ăn quả.
Vùng ven biển: Thâm canh, luân canh tôm – lúa, nuôi trồng thủy sản nước mặn, nước lợ.

Mặc dù diện tích canh tác nông nghiệp và thủy sản chưa tới 30% của cả nước nhưng miền Tây đóng góp hơn 50% diện tích lúa, 71% diện tích nuôi trồng thủy sản, 30% giá trị sản xuất nông nghiệp và 54% sản lượng thủy sản của cả nước. Lúa trồng nhiều nhất ở các tỉnh An Giang, Long An, Đồng Tháp, Tiền Giang. Diện tích và sản lượng thu hoạch chiếm hơn 50% so với cả nước. Bình quân lương thực đầu người gấp 2,3 lần so với lương thực trung bình cả nước. Nhờ vậy nên Đồng bằng sông Cửu Long là nơi xuất khẩu gạo chủ lực của cả đất nước. Ngoài ra cây ăn quả còn là đặc sản nổi tiếng của vùng, với sự đa dạng về số lượng, cũng như chất lượng ngày càng được nâng cao
Nghề nuôi vịt đàn phát triển mạnh, nuôi nhiều ở Đồng Tháp, Hậu Giang, Bạc Liêu, Cà Mau và Sóc Trăng.
Ngày 19 tháng 7 năm 2022, Thủ tướng Chính phủ ban hành Quyết định 854/QĐ-TTg về việc phê duyệt Đề án nâng cao năng lực thích ứng với biến đổi khí hậu của hợp tác xã nông nghiệp vùng đồng bằng sông Cửu Long, giai đoạn 2021-2025.

### Thủy sản
Sản lượng thủy sản chiếm 50% cả nước, nhiều nhất ở các tỉnh Cà Mau, Bạc Liêu, Kiên Giang và An Giang. Kiên Giang là tỉnh có sản lượng thủy sản săn bắt nhiều nhất, 239.219 tấn thủy sản (năm 2000). An Giang là tỉnh nuôi trồng thủy sản lớn nhất vùng với sản lượng 80.000 tấn thủy sản (năm 2000). Nghề nuôi trồng và đánh bắt thủy hải sản đang phát triển mạnh, theo quy mô công nghiệp.

### Công nghiệp
Ngành công nghiệp phát triển rất thấp, chủ yếu là ngành chế biến lượng thực. Cần Thơ là trung tâm công nghiệp của cả vùng bao gồm các ngành nhiệt điện, chế biến lương thực, luyện kim đen, cơ khí, hóa chất, dệt may và vật liệu xây dựng.

### Dịch vụ

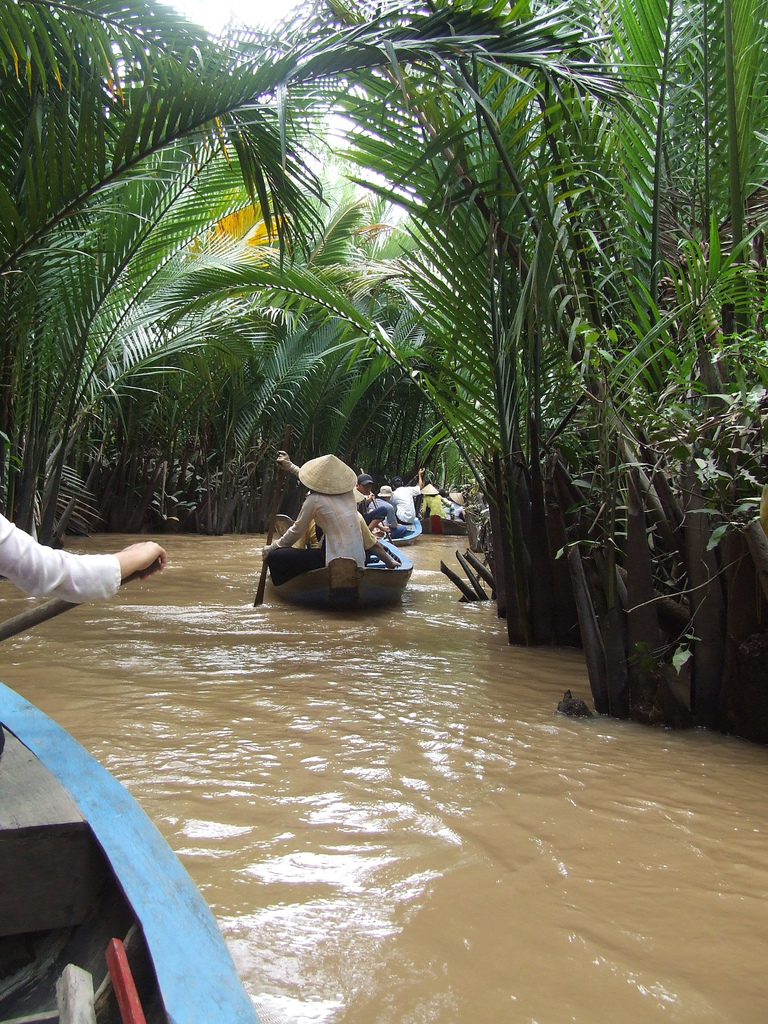
Chèo thuyền trên sông.

Khu vực dịch vụ của vùng Đồng bằng sông Cửu Long bao gồm các ngành chủ yếu: xuất nhập khẩu, vận tải thủy và du lịch. Xuất khẩu gạo chiếm 80% của cả nước. Giao thông đường thủy giữ vai trò quan trọng nhất.
Du lịch biển chủ yếu ở Kiên Giang với thắng cảnh đẹp ở Hà Tiên, Phú Quốc.
Du lịch tâm linh với nhiều chùa đẹp ở An Giang, Sóc Trăng, Bạc Liêu, Trà Vinh.
Du lịch sinh thái bắt đầu khởi sắc như du lịch trên sông nước, vườn, khám phá các cù lao. Du lịch bền vững bước đầu hình thành với sự thành công của khu nghỉ dưỡng bền vững Mekong Lodge tại Tiền Giang và nhiều địa phương khác như Bến Tre, Vĩnh Long, Cà Mau, Đồng Tháp. Tuy nhiên chất lượng và sức cạnh tranh của các khu du lịch không đồng đều và còn nhiều hạn chế.

## Giao thông
Mạng lưới đường bộ từng bước được quy hoạch, nâng cấp, xây mới theo dạng "ô bàn cờ", bao gồm các trục dọc, ngang và hệ thống đường vành đai liên kết với nhau một cách hợp lý. Nhiều trục quốc lộ đã và đang được nâng cấp, xây mới, trong đó đáng kể có dự án mở rộng Quốc lộ 1 đoạn Trung Lương – Cần Thơ; xây dựng đường cao tốc TP Hồ Chí Minh – Trung Lương; tuyến đường nam sông Hậu, tuyến Quản Lộ – Phụng Hiệp... Nhiều cầu lớn vượt sông trên Quốc lộ 1 đã được đầu tư, xây mới như cầu Mỹ Thuận vượt sông Tiền, cầu Cần Thơ vượt sông Hậu, cầu Rạch Miễu nối Tiền Giang với tỉnh Bến Tre... Những cây cầu này xóa đi cảnh chen chúc lộn xộn, mất thời gian, thiếu an toàn tại các bến phà vốn tồn tại hàng thế kỷ nay, đồng thời trở thành điểm tham quan thu hút khách du lịch bởi quy mô và kiến trúc đẹp, hiện đại. Đến nay người dân có thể thỏa mãn ước mơ được đi trên những máy bay hiện đại, ngắm nhìn những cánh đồng thẳng cánh cò bay. Đó cũng là nhờ việc quan tâm đầu tư, quy hoạch các sân bay trong vùng trên nguyên tắc bảo đảm kết nối vùng với các sân bay quốc tế và phân bố đều trong khu vực, nhất là các tỉnh nằm trong vùng kinh tế trọng điểm Đồng bằng sông Cửu Long. Cùng với việc nâng cấp một số hạng mục các cảng hàng không Rạch Giá, Cà Mau, Phú Quốc... sân bay quốc tế Cần Thơ đã hoàn thành với sức chứa 2,5 triệu hành khách/năm và có thể khai thác được các loại máy bay lớn như B747, B777. Hiện Cảng hàng không quốc tế Phú Quốc mới giai đoạn I đang được thi công, sau khi hoàn thành sẽ thuận lợi hơn cho người dân trên đảo gần với đất liền và thu hút nhiều khách trong và ngoài nước đến với đảo xa. Cùng với đường bộ và đường hàng không, hệ thống đường sông Đồng bằng sông Cửu Long đã và đang được đầu tư nâng cấp một cách đáng kể, nhất là các tuyến sông chính, kết hợp với hệ thống đường thủy do các địa phương quản lý đã góp phần nâng cao khả năng kết nối khu vực với các cảng sông, biển. Từ Thành phố Hồ Chí Minh, bằng phương tiện thủy, hàng hóa và hành khách có thể đi qua Đồng Tháp Mười và Tứ giác Long Xuyên đến Hà Tiên, Cà Mau... Nông sản hàng hóa vùng Đồng bằng sông Cửu Long sẽ đến nhanh hơn với các trung tâm kinh tế lớn của cả nước.
Cầu Cần Thơ là cầu dây văng bắc ngang qua sông Hậu, được hoàn thành vào ngày 12 tháng 4 năm 2010. Trước đó 3 năm, một tai nạn lúc xây dựng làm 55 người chết và làm bị thương hơn 100 người. Cầu được xây dựng để thay thế cho phà và kết nối Quốc lộ 1. Cầu Cần Thơ bắt ngang qua tỉnh Vĩnh Long và thành phố Cần Thơ. Chi phí xây dựng ước tính là 4.842 tỷ đồng (khoảng 342,6 triệu đô la Mỹ), và là cây cầu đắt nhất Việt Nam lúc mới hoàn thành.
Ngoài ra, còn có các cầu lớn như cầu Hàm Luông, cầu Cổ Chiên, cầu Cao Lãnh, cầu Vàm Cống...

## Văn hóa

### Âm nhạc
Vùng này là cái nôi của nghệ thuật đờn ca tài tử, nghệ thuật sân khấu cải lương với các nghệ sĩ nổi tiếng như: Phùng Há, Út Trà Ôn, Lệ Thủy, Bạch Tuyết, Thanh Sang, Minh Phụng...
Nhiều ca khúc âm hưởng dân ca Nam Bộ với nhiều nhạc sĩ nổi tiếng như: Bắc Sơn, Thanh Sơn, Trúc Phương... 

### Văn học và phim ảnh
Truyện Lục Vân Tiên của Nguyễn Đình Chiểu là tác phẩm nổi tiếng về con người hào khí, nghĩa hiệp; từ đó trở thành nghệ thuật đọc thơ Lục Vân Tiên.
Nhiều bộ phim được sản xuất ở vùng này để miêu tả nền văn minh của Đồng bằng sông Cửu Long. Một số phim nổi tiếng có thể kể ra như Mùa len trâu, Cánh đồng bất tận, Hương phù sa, Đất phương Nam...
Sơn Nam, Vương Hồng Sển, Lê Vĩnh Hòa, Đoàn Giỏi, Nguyễn Quang Sáng, Nguyễn Ngọc Tư, Trang Thế Hy,... đã viết nhiều quyển sách nổi tiếng về cuộc sống ở vùng Đồng bằng.